# (3681) Boïane
(3681) Boïane est un astéroïde de la ceinture principale.

## Description
(3681) Boïane est un astéroïde de la ceinture principale. Il fut découvert le 27 août 1974 à Nauchnyj par Lioudmila Tchernykh. Il présente une orbite caractérisée par un demi-grand axe de 2,23 UA, une excentricité de 0,18 et une inclinaison de 4,1° par rapport à l'écliptique.

## Compléments